# Kasper
Kasper er et drengenavn, af et persisk ord med betydningen "skatmester", og med mellemformen fra latin "Casparus". Ifølge Danmarks Statistik hedder 18.359 personer Kasper.
Kaspar, Casper og Caspar er varianter af navnet. Den franske variant er Gaspard.
Kendt som døbenavn i Norge fra 1400-tallet. De tre vise mænd fra Østerland hed efter traditionen Baltasar, Kaspar og Melkior.
Den danske variant er Jesper, som sammen med Kasper har navnedato 9. maj.
I Bibelen genkendes ordet i Ezras Bog 1:8, hvor gizbar viser til skatmesteren, der ivaretog den persiske konges værdier: Nu lod perserkongen Kyros dem hente og overdrog dem til skatmesteren Mitredat, som lavede en fortegnelse over dem til Sheshbassar, Judas fyrste. På moderne hebraisk er ordet for "skatmester" stadigvæk gizbar (גזבר).
I Tyskland er Kasper også hovedperson i det tyske dukketeater kendt som "kasperteater".

## Kendte personer med navnet

### Fornavn
- Kasper Irming Andersen, dansk håndboldspiller
- Kasper Bøgelund, dansk fodboldspiller.
- Casper Christensen, dansk komiker/skuespiller.
- Caspar Due, polskfødt dansk friskyttekaptajn.
- Kasper Eistrup, dansk musiker i Kashmir.
- Casper Elgaard, dansk racerkører.
- Caspar Fincke, tyskfødt dansk smed.
- Kaspar Hauser, en gådefuld historisk person fra Tyskland.
- Kasper Heiberg, dansk maler og billedehugger.
- Kasper Bech Holten, dansk operachef.
- Kasper Hvidt, dansk håndboldspiller.
- Kasper Juul Jensen, dansk racerkører.
- Kasper Kusk, dansk fodboldspiller.
- Kasper Krüger, dansk erhvervsleder og politiker.
- Caspar Phillipson, dansk skuespiller.
- Kasper Risgård, dansk fodbolspiller.
- Caspar Rose, dansk økonom.
- Kaspar Rostrup, dansk instruktør.
- Kasper Schmeichel, dansk fodboldspiller.
- Caspar Weinburger, amerikansk politiker.
- Kasper Winding, dansk musiker.

### Efternavn
- Jimmy Casper, fransk cykelrytter.

## Navnet anvendt i fiktion
- Casper det venlige spøgelse er navnet på en tegnefilmsfigur.
- Kasper er navnet på en af de tre røvere i Folk og røvere i Kardemomme by af Thorbjørn Egner.
- Kasper Himmelspjæt er et børnerim af Halfdan Rasmussen.
- Gåden om Kaspar Hauser er titlen på en tysk film fra 1974 af Werner Herzog.
- Jeg er stadig bange for Caspar Michael Petersen er en dansk novellesamling fra 2003 skrevet af Jan Sonnergaard.

## Andre betydninger
- Casper er navnet på en by i Wyoming, USA.